# Kiersztanowo (powiat ostródzki)
Kiersztanowo (niem. Groß Kirsteinsdorf) – osada położona w Polsce w województwie warmińsko-mazurskim, w powiecie ostródzkim, w gminie Grunwald, dawny majątek ziemski położony 4 km na wschód od Gierzwałdu. W latach 1975–1998 miejscowość administracyjnie należała do województwa olsztyńskiego.

## Historia
W czasach krzyżackich wieś pojawia się w dokumentach w roku 1325, podlegała pod komturię w Ostródzie, były to dobra rycerskie o powierzchni 80 włók. Nadanie dóbr rycerskich miało miejsce w 1325 przez komtura dzierzgońskiego - Luthera von Braunschweig rycerzom: Tomaszowi, Ludwikowi i Janowi Kiersztanom, nadana ziemia znajdowała się między wsiami Grabin i Drwęck. W 1394 r. majątek obejmował 80 włók. W latach 1410–1414 (w czasie wojny polsko-krzyżackiej) wieś zostało mocno zniszczona. W 1447 r. właścicielem Kiersztanowa był Gerald z Kiersztanowa. Mniej więcej około 1450 r. Mikołaj z Kiersztanowa sprzedał 10 włók synowi Adama. W 1540 r. we wsi było 16 chłopów i trzech zagrodników. W 1570 właścicielem Kiersztanowa był Jakub Birkham (posiadła także wieś Gierzwałd). W 1579 r. wieś obejmowała 60 włók i znajdowały się tu cztery majątki ziemskie (właścicielem jednego z  nich był Jerzy Kierski). W majątku Jakuba Birckhama było 8 chłopów i dwóch zagrodników, a w majątki starosty działdowskiego - Wolfa von Ölsnitza - dwóch chłopów czynszowych i dwóch zagrodników.
W 1600 r. do Kiersztanowa należały 82 włoki i 24 morgi na prawie chełmińskim. 50 włok należało do Fryderyka Birckhama a 7 do Jerzego Wysockiego. We wsi było w tym czasie 13 chłopów. Około roku 1700 w Kiersztanowie zamieszkiwało 50 rodzin, w tym 15 poddanych. W 1702 r. dziedzicznym właścicielem Kiersztanowa został Jerzy Krzysztof Finck. W 1728 r. 80 włók ponownie znalazło się w posiadaniu rodu Birckhamów (Jan i jego synowie). W 1736 r., kapitan Birckham, jako patron kościoła, zażądał połączenia szkół w jeden obwód szkolny. Stało się to po śmierci nauczyciela Bartłomieja Gajewskiego. Władze nie wyraziły jednak zgody na połączenie obwodów szkolnych Kiersztanowa i Pacółtowa. Wybudowana przez dwudziestu laty szkoła (fundatorem był Birckham) znajdowała się w tym czasie w złym stanie. Do 1741 tutejszy kościół był filią parafii w Pacółtowie, a później podlegał parafii w Wigwałdzie. W 1791 r. wieś obejmowała obszar 76 włók, na których gospodarowało 16 chłopów, trzech zagrodników, 5 ogrodników, 11 robotników najemnych i parobków. W obrębie wsi znajdował się ponadto majątek barona Schleinitza. W tym czasie funkcję organisty pełnił  Daniel Gajewski. We wsi była ponadto karczma, browar i gorzelnia. W 1811 r. kościół został rozebrany. W 1861 r. do wsi należało 5576 mórg ziemi uprawnej (łącznie z osadą Kiersztanówko). W tym czasie we wsi mieszkało 336 osób (w Kiersztanówku - 121). W 1895 r. obszar Kiersztanowa wynosił 1372 ha. Mieszkały tu w tym czasie 412 ludzi. W końcu XIX w. dobra rozciągały się na prawie 1400 ha. Należały do nich dwa folwarki. Właścicielem majątku był von Plötz, który zapewne zbankrutował, bo już w początkach XX w. majątek przeszedł na własność skarbu państwa. Wówczas wydzierżawił go John Peacock, Anglik, który gospodarzył w Kiersztanowie do 1945 r. 
W 1925 r. we wsi było 449 mieszkańców. W 1939 r. Kiersztanowo zamieszkiwały 354 osoby.

## Zabytki
Dość dobrze zachowało się założenie dworsko-parkowe z częścią gospodarczą, o interesującej kompozycji. Zespół budynków rozpościera się na osi głównej ograniczonej z jednej strony dworem, a drugiej kościołem. Pierwsza wzmianka o kościele pochodzi z 1410 r. Źródła mówią o zabójstwie miejscowego pastora i spaleniu kościoła. Wieś została zniszczona przez wojska. Kolejny kościół został doszczętnie zniszczony przez wojska francuskie w 1812. Obecnie istniejący kościół pochodzi z 1893. Kamień węgielny został wmurowany w wigilię Bożego Narodzenia w 1892. Fundatorem świątyni był ostatni dziedzic, Albert von Plötz. Projekt uzyskał wsparcie cesarzowej Niemiec i królowej Prus Wschodnich, Augusty Wiktorii. Cesarzowa ufundowała również organy i dzwony. Malowidła zdobiące ołtarz, ambonę, ławki i poddasze wykonała baronowa Agnieszka von Plötz. W czasie wojny dzwonnica została zniszczona, a dzwony zrabowane, po czym kościół przeszedł w ręce parafii rzymskokatolickiej. W piwnicach kościoła znajduje się krypta rodziny von Plötz, a przy kościele stary ewangelicki cmentarz. Dwór pochodzi z 1900. We wsi zachował się również zabytkowy spichlerz z 1870.